# Enna colonche
Espèce
Enna colonche est une espèce d'araignées aranéomorphes de la famille des Trechaleidae.

## Distribution
Cette espèce est endémique d'Équateur. Elle se rencontre dans le bassin du río Colonche.

## Description
La carapace du mâle holotype mesure 3,60 mm de long sur 3,00 mm de large et celle de la femelle paratype mesure 2,70 mm de long sur 2,70 mm de large.

## Étymologie
Son nom d'espèce lui a été donné en référence au lieu de sa découverte, le río Colonche.

## Publication originale
- Silva, Lise & Carico, 2008 : Revision of the Neotropical spider genus Enna (Araneae, Lycosoidea, Trechaleidae). Journal of Arachnology, vol. 36, p. 76-110 (texte intégral).